# 北島秀朝

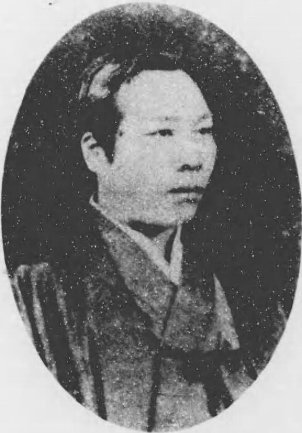
北島秀朝

北島 秀朝（きたじま ひでとも、1842年2月10日（天保13年1月1日） - 1877年（明治10年）10月10日）は、幕末の水戸藩士・神職、明治期の内務官僚。県令。旧姓・益子。幼名・孝之助、時之助、千太郎。

## 経歴
下野国那須郡大山田下郷（現栃木県那須郡那珂川町大山田下郷）で、篠尾神社神官・益子智定の息子として生まれる。貧困のため若年で開塾。その後、水戸藩に仕え、1863(文久3)年に藩主徳川慶篤に随行して京都に入り本圀寺を宿所とした。
後に同僚の香川敬三を介して岩倉具視の知己を得て北島家の養子となる。京都柳図子町に住んでいた頃に西郷隆盛、大久保利通、木戸孝允、広沢平助、品川弥次郎、田中顕介、後藤象二郎など他藩の志士と交流する。
慶応4年1月（1868年）、戊辰戦争に東山道総督府大監察として従軍。以後、江戸鎮台府判事助役、同府判事、会計官判事、東京府判事、東京開墾局御用掛兼勤、同府権大参事、同府大参事などを歴任。幕府の勘定奉行と評定所を江藤新平や島義勇らと引き継いだ頃は江戸鎮台府の三羽烏と言われていた。
下総開墾局知事時代に小金牧・佐倉牧の開墾地に命名した、初富、二和、三咲、豊四季、五香六実、七栄、八街、九美上、十倉、十余一、十余二、十余三等のナンバー地名は有名である。和歌山県に赴任する前に大山田下郷に帰郷した秀朝は、「おもひきや我故郷の夢ならてむかしながらの人を見むとは」という短歌を残している。
明治5年1月25日（1872年3月4日）、和歌山県権令に就任し、1873年1月15日、県令に昇格。初期県政の基礎作りに尽力。同年10月13日、依願免本官となる。1874年4月29日、第一次佐賀県令に発令されたが、1876年4月18日、佐賀県が廃止され廃官となる。同年、5月22日、長崎県令に就任。西南戦争勃発時に「河村大輔その他の電報によれば鹿児島既に背きたる形跡現れたり、速やかに大軍は出し、一つは熊本鎮台を助け、一つは当港を守り、一つは鹿児島を衝くを急務と思うなり」と大久保内務卿宛に打電している北島は長崎県の民心安定に努めた。 西南戦争終結後に戦争に関する臨時裁判も済んだ後に長崎市内でコレラが流行し、制止されたが患者を見舞って本人も感染し在職中の明治10年10月10日に長崎にて逝去された。。